# Matt Richards
Matthew Richards (født 2002) er en britisk svømmer.

## Karriere
I 2021 repræsenterede han sit land ved sommer-OL 2020 i Tokyo, Japan, hvor han vandt guld med stafetholdet i 4×200 m fristil.
Han repræsenterede sit land i 4×50 m medley ved Europamesterskaberne i kortbanesvømning i Otopeni i 2023, hvor holdet vandt sølvmedalje.
Ved sommer-OL 2024, der blev afholdt i Paris, var Richards kun den syvendehurtigste kvalifikationsdeltager til finalen i 200 m frisvømning. Richards svømmede dog et hurtigt løb i finalen og blev kun slået til andenpladsen med 0,02 sekunder af David Popovici. I mændenes 4×200 meter frisvømningsstafet kæmpede den samme kvartet af britiske svømmere, der vandt i samme disciplin ved OL i Tokyo, James Guy, Duncan Scott, Tom Dean og Richards, i finalen. De vandt stafetten med en tid på seks minutter og 59,43 sekunder og blev det første hold, der med succes har forsvaret en olympisk titel i svømmestafet med de samme fire svømmere. De er også det første britiske hold, der har forsvaret en olympisk titel i stafet i svømning eller atletik.